# California Golden Bears
California Golden Bears – nazwa drużyn sportowych University of California w Berkeley, biorących udział w akademickich rozgrywkach w Atlantic Coast Conference, organizowanych przez National Collegiate Athletic Association. 

## Sekcje sportowe uczelni
| Mężczyźni - baseball (2) - bieg przełajowy - futbol amerykański - gimnastyka sportowa (4) - golf (1) - koszykówka (1) - lekkoatletyka (1) - piłka nożna - piłka wodna (13) - pływanie (5) - tenis - wioślarstwo - zapasy | Kobiety - bieg przełajowy - gimnastyka artystyczna - golf - hokej na trawie - koszykówka - lacrosse - lekkoatletyka - piłka nożna - piłka wodna - pływanie (4) - siatkówka - siatkówka plażowa - softball (1) - tenis - wioślarstwo (2) |

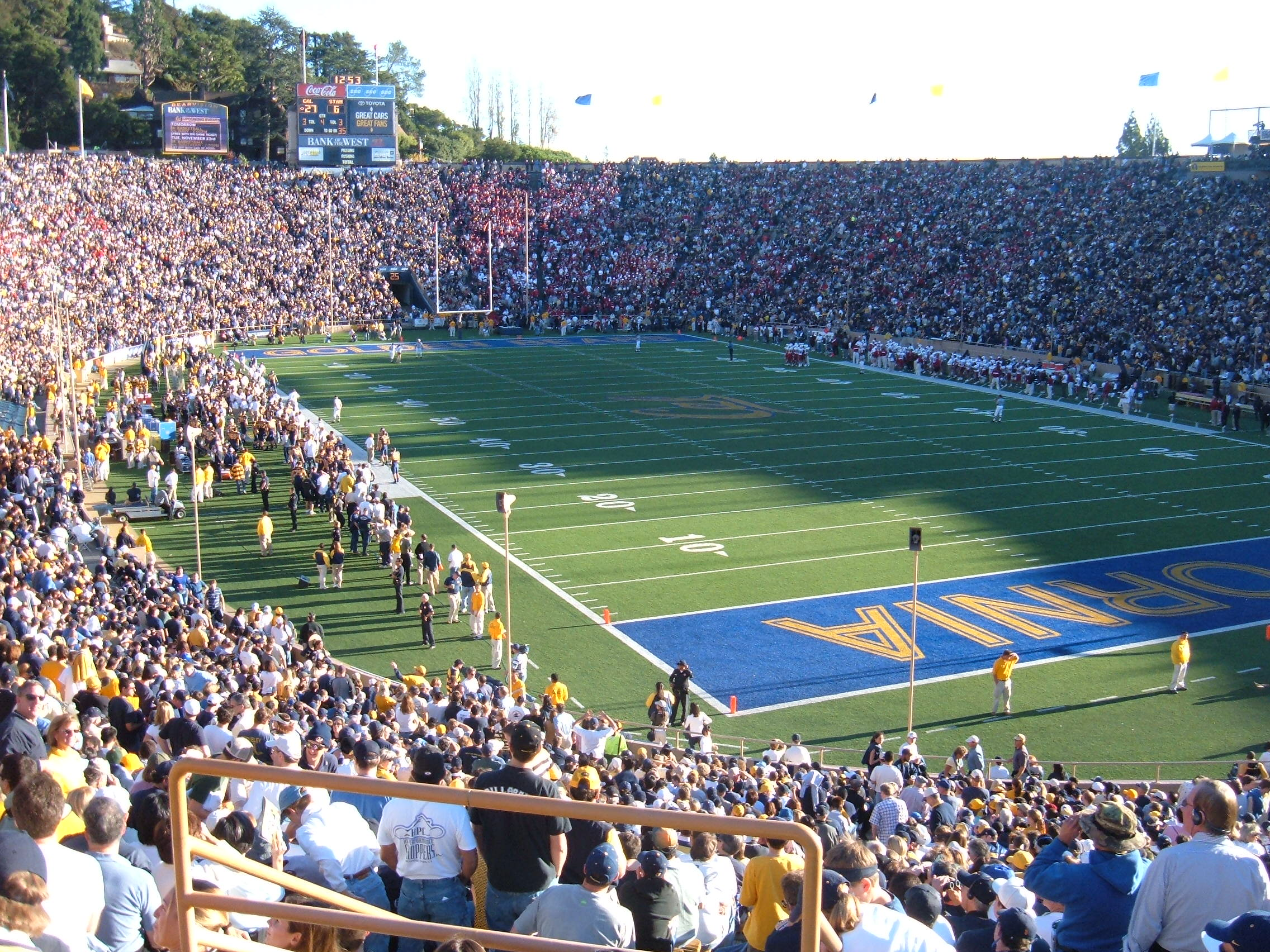
California Memorial Stadium.

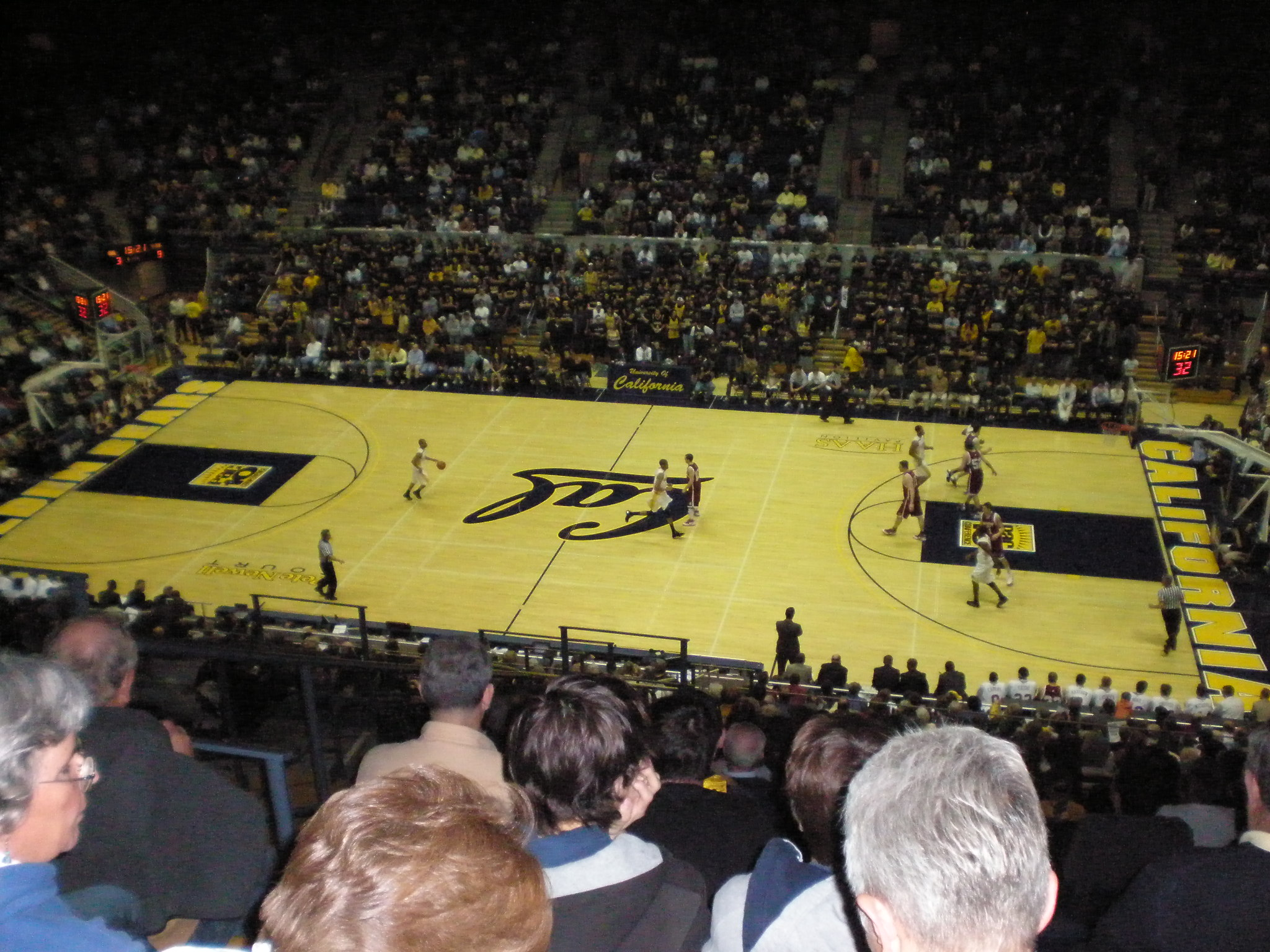
Haas Pavilion.

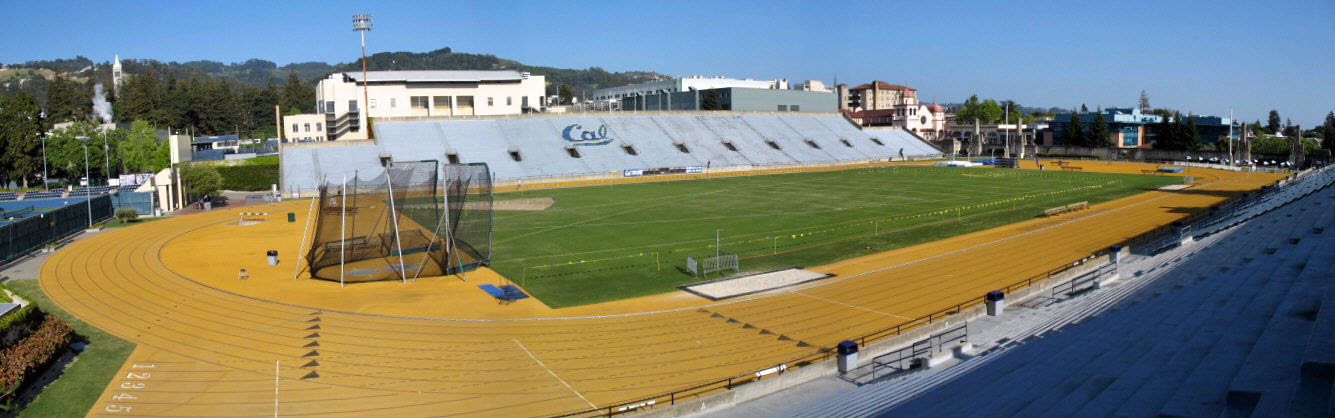
Edwards Stadium.

W nawiasie podano liczbę tytułów mistrzowskich NCAA (stan na 1 lipca 2015)

## Obiekty sportowe
- California Memorial Stadium – stadion drużyny futbolowej o pojemności 62 467 miejsc[2]
- Haas Pavilion – hala sportowa o pojemności 11 877 miejsc, w której odbywają się mecze koszykówki, siatkówki i zawody gimnastyczne[3]
- Evans Diamond – stadion baseballowy o pojemności 2500 miejsc[4]
- Edwards Stadium – stadion wielofunkcyjny, na którym odbywają się mecze piłki nożnej, lacrosse i zawody lekkoatletyczne, posiadający pojemność 22 000 miejsc[5]
- Levine-Fricke Field – stadion softballowy o pojemności 500 miejsc[6]